# Bodianus mesothorax

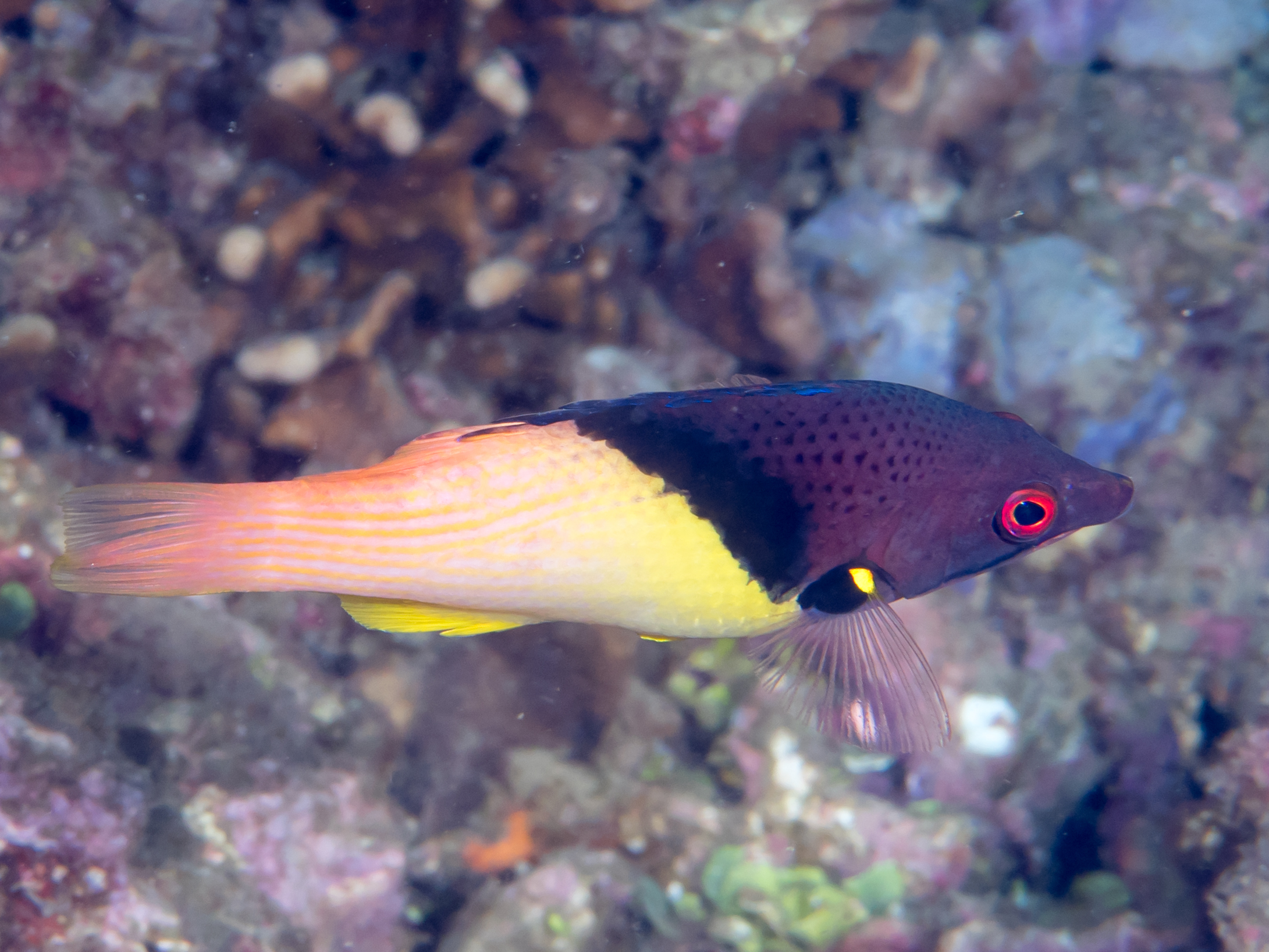
Esemplare adulto a Morotai

Bodianus mesothorax (Bloch & Schneider, 1801) è un pesce di acqua salata appartenente alla famiglia Labridae.

## Distribuzione e habitat
Il suo areale si estende dall'Australia (mar dei Coralli, ma è anche stato segnalato a Sydney) e Nuova Caledonia al Giappone (Honshū); è anche presente nell'ovest dell'oceano Indiano. In genere vive vicino alla superficie, ma può spingersi fino a 40 m di profondità.

## Descrizione
Presenta un corpo compresso lateralmente, con la testa dal profilo appuntito tipico del genere Bodianus, e non supera i 25 cm. La colorazione cambia molto nel corso della vita: i giovani sono marroni scuri con 10 macchie gialle disposte su tutto il corpo, di cui una è intorno all'occhio e due sulla pinna caudale. Somigliano molto ai giovani di Bodianus axillaris, dal quale si distinguono per le macchie: gialle anziché bianche, e di dimensioni minori.
Gli adulti hanno la testa marrone, separata con una fascia diagonale nera dalla parte posteriore del corpo, che è bianca; questa zona bianca si estende anche al ventre e alla pinna caudale. La pinna anale è gialla. Da adulto, B. mesothorax si può distinguere da B. axillaris grazie all'assenza di macchie nere sulle pinne, con l'eccezione della base delle pinne pettorali.

## Biologia

### Comportamento
Gli esemplari più giovani spesso si rifugiano negli anfratti delle rocce; gli adulti si occupano della pulizia di altri pesci.

### Alimentazione
Si nutre di invertebrati bentonici tra i quali policheti, molluschi bivalvi e gasteropodi, crostacei ed anche echinodermi.

### Riproduzione
È una specie ovipara e non ci sono cure nei confronti delle uova.

### Parassiti
Può presentare il trematode parassita Scaphanocephalus.

## Conservazione
Questa specie viene classificata come "a rischio minimo" (LC) dalla lista rossa IUCN in quanto non è particolarmente ricercata nella pesca e nell'acquariofilia e non sembra essere minacciata da particolari pericoli.